# Cột Vendôme
Cột Vendôme (tiếng Pháp: Colonne Vendôme) là một cây cột tưởng niệm nằm giữa quảng trường cùng tên ở quận 1 thành phố Paris. Công trình được Hoàng đế Napoléon cho xây dựng để kỷ niệm chiến thắng Austerlitz. Trong quá khứ nó từng mang nhiều tên gọi như colonne d'Austerlitz (cột Austerlitz), colonne de la Victoire (cột Chiến thắng), colonne de la Grande Armée (cột Đại quân). Công trình đã được xếp hàng di tích quốc gia Pháp và 31 tháng 3 năm 1992.
Cột Vendôme xây dựng năm 1805 và hoàn thành năm 1810, dựa theo nguyên mẫu cột Traianus ở Roma. Cũng như cột Traianus, cây cột Vendôme được trang trí theo đường xoắn ốc, cao 44 mét, đường kính khoảng 3,6 mét, bên trên đặt bức tượng Napoléon. Giai đoạn này chính trị Pháp có những thay đổi phức tạp và cây cột Vendôme cũng bị ảnh hưởng. Năm 1814, bức tượng Napoléon bị thay bằng bình một bông hoa lys, biểu tượng của nhà vua. Năm 1833, cánh hoa lys được thay bằng bức tượng Napoléon trong trang phục redingote. Năm 1863, một bức tượng Napoléon trong dáng vẻ Julius Caesar được thay thế. Thời kỳ Công xã Paris, cây cột bị xem như một biểu tượng xấu của nền quân chủ và bị kéo đổ sập ngày 16 tháng 5 năm 1871. Công trình sau đó được chính phủ Đệ tam cộng hòa xây dựng lại vào năm 1875.